# سیگرید ۱۴۹۳

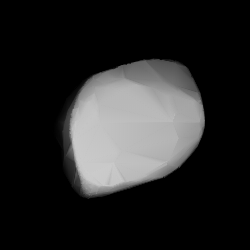
Sigrid 1493

سیارک ۱۴۹۳ (به انگلیسی: 1493 Sigrid، نامگذاری:1938QB) هزار و چهارصد و نود و سومین سیارک کشف شده‌است که در ۲۶ اوت ۱۹۳۸ کشف شد.
قدر مطلق سیارک برابر ۱۱٫۹۹ است.